# Nir Orbach
Nir Orbach (né le 6 avril 1970) est un homme politique israélien. Il est membre de la Knesset pour le parti Yamina de 2021 à 2022.

## Biographie
Nir Orbach travaille comme assistant parlementaire auprès d'Effi Eitam et de Nissan Slomiansky. Il est ensuite directeur du parti Foyer juif et figure à la onzième place sur sa liste pour les élections de 2015 ; il n'est pas élu à la Knesset car le parti remporte huit sièges.
En janvier 2021, il se présente à la direction du parti, mais perd face à Hagit Moshe par 472 voix contre 369. Il quitte ensuite le parti et rejoint la liste de Yamina pour les élections de mars 2021. Placé sixième sur la liste Yamina, il est élu à la Knesset, alors que le parti remporte sept sièges.
Lors de la formation du gouvernement Bennett-Lapid, Nir Orbach annonce qu'il envisage de voter contre à la Knesset. Finalement, il choisit de conserver son siège à la Knesset et de voter pour le gouvernement d'unité nationale, arguant qu'il est nécessaire de « mettre fin à l'impasse dans laquelle se trouve la politique israélienne ».
Nir Orbach met fin à son soutien au gouvernement de coalition en juin 2022, le réduisant à une minorité de 59 sièges à la Knesset. Il impute sa décision à des « membres extrémistes et antisionistes ». Il se retire temporairement de la politique en septembre 2022 et ne se représente pas aux élections à la Knesset de 2022.